# Église Saint-Marcellin de La Chapelle-Bertin
L'église Saint-Marcellin est un édifice situé à La Chapelle-Bertin, en France.

## Localisation
L'église est située sur le territoire de la commune de La Chapelle-Bertin, dans le département  de la Haute-Loire, en région Auvergne-Rhône-Alpes.

## Description
L'église et le prieuré sont mentionnés à partir de 1252. La cure relevait de l'évêque du Puy et le prieuré dépendait des moines de l'abbaye de La Chaise-Dieu. L'édifice, d'origine romane, a dû être construit au XIIe siècle. Les voûtes ont dû s'effondrer à une époque indéterminée et être remplacées par un lambris. Le clocher a été construit en 1834. Édifice à nef unique et chœur à abside en cul-de-four reposant sur une arcature soutenue par des colonnes à chapiteaux. Parmi ces chapiteaux, l'un figure une sirène entourée de deux orants, un autre porte des têtes mutilées et un troisième des feuilles d'acanthe.

## Historique
L'église est inscrite au titre des monuments historiques par arrêté du 28 octobre 1993.